# Kevin Buckingham
Kevin Buckingham (Keller (Texas), 14 de noviembre de 1997) es un jugador de baloncesto profesional estadounidense. Mide 1 metros y 98 centímetros y juega de ala-pívot. Actualmente pertenece a las filas del Club Baloncesto Zamora de Primera Feb de España. 

## Carrera deportiva
Es un ala-pívot nacido en Keller (Texas), formado durante 4 temporadas en Southeastern Oklahoma State Savage Storm con el que disputaría la NCAA II, desde 2016 a 2020.
Tras no ser drafteado en 2020, el 11 de agosto de 2020 firma por el Juaristi ISB de Liga LEB Plata.
El 31 de enero de 2021, se proclamó campeón de la Copa de LEB Plata y al término de la temporada 2020-21, lograría el ascenso a la Liga LEB Oro, promediando 14,1 puntos y 13,5 de valoración durante la temporada en LEB Plata.
En la temporada 2021/22 renovó con el Juaristi, pero durante la pretemporada sufrió la rotura del ligamento de su rodilla derecha, causando baja para toda la campaña.
El 8 de julio de 2023, firma por el Club Baloncesto Zamora de la Liga LEB Plata.